# Eldar Djangirov

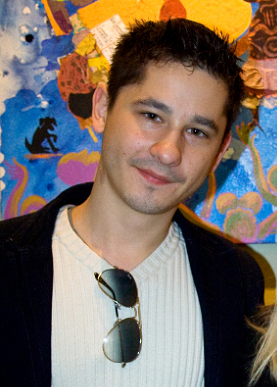
Eldar Djangirov

Eldar Djangirov (tatarisch Эльдар Джангиров; * 28. Januar 1987 in Tokmok, Kirgisischen SSR, Sowjetunion) ist ein Jazzpianist tatarischer Herkunft.

## Biographie
Bereits als Dreijähriger begann Djangirov Klavier zu spielen. Sein Vater, ein begeisterter Jazzfan, bemerkte, dass sein Sohn im Alter von fünf Jahren nach dem Gehör Aufnahmen haargenau auf dem Klavier wiedergeben konnte. Aufgrund seines Talents beschlossen seine Eltern, ihn professionell zu unterrichten: Sein Vater brachte ihm das Klavierspielen bei, während seine Mutter, eine Musiklehrerin, ihn Musikgeschichte an einer Schule in Bischkek lehrte. Dort wurden Eldar Djangirov klassische und traditionelle Spieltechniken vermittelt, doch er entwickelte ein Interesse am Jazz, insbesondere für seine Vorbilder wie Oscar Peterson oder Bill Evans.
Als Djangirov im Jahr 1996 an einem Jazzfestival in Nowosibirsk teilnahm, wurde er von dem amerikanischen Jazzenthusiasten Charles McWhorter entdeckt, der ihm eine Ausbildung am „Interlochen Center for the arts“ in Michigan ermöglichte. 1998 zog die Familie Djangirov von Kirgisistan nach Kansas City in die USA. Im Alter von 15 Jahren spielte Djangirov George Gershwins Rhapsody in Blue zusammen mit dem Independence Symphony Orchestra und hatte u. a. einen Gastauftritt mit dem Nebraska Jazz Orchestra.
Charles McWorther empfahl Djangirov in der Folgezeit seiner Freundin Marian McPartland. Als sie eine Aufnahme von dem jungen Künstler hörte, war sie begeistert von seinen Fähigkeiten und lud ihn in ihre von dem Radionetzwerk NPR wöchentlich ausgestrahlte Serie Piano Jazz ein. Daraufhin engagierte der renommierte Radiosender Columbia Broadcasting System ihn einmalig für seine Sendung Sunday Morning. Durch die Darbietung bei der Jazz Musician Foundation lernte Djangirov Michael Greene, den Vorsitzenden der National Association of Recording Arts and Sciences, kennen, der dem jungen Pianisten eine Aufführung bei den Grammy Awards telecast im Jahr 2000 organisierte. Zu dieser Zeit nahm Djangirov auch an zwei wichtigen Jazzpianowettbewerben teil, die er beide gewinnen konnte. Am 30. und 31. Dezember 2006 trat er bei einer Aftershow von Prince als musikalischer Gast auf.

## Musikstil
Eldar Djangirov hat seit seiner Zeit in den USA Jazzharmonie, Improvisation, Big Band und Komposition gelernt; er gilt mittlerweile als virtuoser Pianist, der sich einen Stil zwischen Art Tatum und Oscar Peterson angeeignet hat. Er habe die schnellsten Hände im Jazz und lasse russische Balladen mit dem amerikanischen Razzle Dazzle verschmelzen.
Neben zumeist Jazzstandards, die er laut Welt am Sonntag mit Verve und jugendlichem Tempo nimmt, spielt er zuweilen auch Eigenkompositionen. Djangirov sprudle dabei die Einfälle hervor, als könnte er es kaum abwarten, der einen Idee die nächste hinterherzuschicken.

## Diskographische Hinweise
- Eldar (März 2005)
- Live at the Blue Note (Mai 2006, mit Marco Panascia, Todd Strait sowie Chris Botti, Roy Hargrove)
- Re-Imagination (Juni 2007)
- Virtue (August 2009)
- Three Stories (April 2011)
- Breakthrough (April 2013)